# تور بازگشت به اصول
تور بازگشت به اصول (انگلیسی: Back to Basics Tour) چهارمین تور کنسرت از خواننده امریکایی کریستینا اگیلرا بود  که در حمایت از پنجمین آلبوم استودیویی‌اش، بازگشت به اصول (آلبوم کریستینا آگیلرا)  برگزار شد.